# Flavia Máxima Constancia
Flavia Máxima Constancia (361/362 – 383) fue la emperatriz romana consorte, esposa del emperador Graciano del Imperio romano de Occidente.

## Familia
Según Amiano Marcelino, Constancia era una hija póstuma de Constancio II de su tercera esposa, Faustina. Sus abuelos paternos fueron Constantino el Grande y Fausta.
Sus tíos paternos incluyen Crispo, Constantino II y Constante. Entre sus tías paternas estaban Constantina, esposa primero de Anibaliano, y después Constancio Galo y Helena, esposa de Juliano el Apóstata.

## Primeros años
El 5 de octubre de 361, Constancio II murió de una fiebre en Mopsucrenae, cerca de Tarso, Cilicia. Se dirigía hacia el Oeste para enfrentarse a una revuelta de Juliano, su primo carnal y cuñado. En una decisión en su lecho de muerte, Constancio oficialmente reconoció a Juliano como su heredero. Cuando Constancia nació algún tiempo después, Juliano estaba ya firmemente establecido en el trono.
El 26 de junio de 363, Juliano resultó fatalmente herido en la batalla de Ctesifonte contra las fuerzas de Sapor II del Imperio sasánida. Murió unas horas después de la conclusión de la batalla. Su muerte dejó a Constancia como la última descendiente de la dinastía constantiniana.
Constancia y su madre Faustina estuvieron presentes cuando Procopio recibió las insignias de los ritos imperiales en Constantinopla. La presencia de Faustina y su hija pequeña sugerían que Procopio era el legítimo heredero de la dinastía constantiniana que todavía se reverenciaba. Amiano Marcelino dice que Procopio «siempre llevaba consigo en un lecho de paja a la hijita de Constancio y nieta del gran Constantino, con su madre Faustina, ambas cuando estaba en marcha y cuando preparaba la batalla, incitando así a los soldados a luchar más resueltamente por la familia imperial, con la que, como él decía, estaba relacionado». A los cuatro años de edad, Constancia se había convertido en otro conflicto por el trono romano. El 27 de mayo de 366, Procopio fue ejecutado. Faustina no vuelve a aparecer en las fuentes después tras la derrota de su facción. Constancia sobrevivió a la caída de su parentela.

## Emperatriz consorte
En 374, Constancia tendría alrededor de doce años de edad. Estaba alcanzando a duras penas la edad núbil cuando fue enviada a Occidente y casarse con Graciano, el hijo mayor y gobernante conjunto de Valentiniano I. Él tendría alrededor de catorce años. Cerca de Sirmio, Constancia y su escolta fueron atacados por una partida de asalto que incluía a cuados y sármatas. Ella a duras penas eludió la cautividad. El 27 de junio de 374, la dedicación de un complejo de baños en Calabria, menciona por vez primera a Constancia como una emperatriz junto con su madrastra política Justina.
Dentro del año posterior al matrimonio, Valentiniano I trasladó sus cuarteles a Aquinco,  Panonia para ser más capaz de coordinar su conflicto con los cuados. Graciano y Constancia quedaron a cargo de Tréveris, lo que implicaba que Graciano había empezado a actuar como emperador conjunto en más que el nombre. Graciano pronto se convirtió en el Emperador de Occidente principal, con su más joven medio hermano Valentiniano II proclamado como emperador conjunto.
En 380, Juan Crisóstomo menciona a Constancia como que todavía vivía. Luego se la menciona en el Chronicon Paschale datando la llegada de sus restos a Constantinopla el 31 de agosto de 383. Ella debe haber muerto a primeros del mismo año, pero la fecha exacta y la causa de su muerte se desconocen. Tenía alrededor de veintiún años en la época de su muerte. Graciano se había casado con Leta, pero fue él mismo asesinado el 25 de agosto de 383. El Chronicon da como fecha de su entierro el 1 de diciembre de 383.